# Nati nel 1890

## Gennaio(111)
- 1º gennaio - Ubaldo Bianchi, lottatore italiano († 1966)
- 1º gennaio - Max Gablonsky, calciatore tedesco († 1969)
- 1º gennaio - Ulderico Giovacchini, pittore italiano († 1965)
- 1º gennaio - Lila Leslie, attrice britannica († 1940)
- 1º gennaio - Alvin Loftes, ciclista su strada statunitense († 1971)
- 1º gennaio - Friedrich Morton, naturalista, botanico e speleologo austriaco († 1969)
- 1º gennaio - Ezequiel Padilla Peñaloza, politico, diplomatico e avvocato messicano († 1971)
- 1º gennaio - Alice Tissot, attrice francese († 1971)
- 1º gennaio - Zhang Shichuan, regista, produttore cinematografico e imprenditore cinese († 1954)
- 1º gennaio - Ottorino De Fiore, geologo e vulcanologo italiano († 1953)
- 2 gennaio - Hjalmar Petersen, politico statunitense († 1968)
- 3 gennaio - Paul Durin, ginnasta francese († 1953)
- 3 gennaio - Eddie Gribbon, attore statunitense († 1965)
- 3 gennaio - Étienne Jourde, calciatore francese († 1921)
- 3 gennaio - Bruno Kastner, attore tedesco († 1932)
- 3 gennaio - Joachim von Kortzfleisch, generale tedesco († 1945)
- 4 gennaio - Victor Adamson, regista, produttore cinematografico e attore statunitense († 1972)
- 4 gennaio - Rafael Barradas, pittore uruguaiano († 1929)
- 4 gennaio - Victor Lustig, truffatore ceco († 1947)
- 4 gennaio - Pierre Nijs, pallanuotista belga († 1939)
- 4 gennaio - Per Nilsson, ginnasta svedese († 1964)
- 4 gennaio - Moša Pijade, politico, partigiano e antifascista jugoslavo († 1957)
- 4 gennaio - Juan Rithner, calciatore argentino († 1960)
- 5 gennaio - Ermanno Amicucci, politico e giornalista italiano († 1955)
- 5 gennaio - Hermann von Hanneken, generale tedesco († 1981)
- 5 gennaio - Ada Michlstaedter Marchesini, italiana († 1944)
- 5 gennaio - Cora Witherspoon, attrice statunitense († 1957)
- 6 gennaio - Ettore De Michele, dirigente sportivo, arbitro di calcio e calciatore italiano († 1991)
- 6 gennaio - Georges Rigal, nuotatore e pallanuotista francese († 1974)
- 6 gennaio - Hendrik Cornelis Siebers, ornitologo olandese († 1949)
- 6 gennaio - Aldo Vitali, enigmista italiano († 1972)
- 6 gennaio - Franz Wognar, aviatore austro-ungarico († 1943)
- 7 gennaio - Richard Klein, artista tedesco († 1967)
- 7 gennaio - Maurice McLoughlin, tennista statunitense († 1957)
- 7 gennaio - Grigorij Nikitin, calciatore russo († 1917)
- 7 gennaio - Henny Porten, attrice e produttrice cinematografica tedesca († 1960)
- 8 gennaio - Sándor Radó, psicoanalista e medico ungherese († 1972)
- 8 gennaio - Fritz Saxl, storico dell'arte austriaco († 1948)
- 9 gennaio - Manuel Andrada, giocatore di polo argentino († 1962)
- 9 gennaio - Karel Čapek, giornalista, scrittore e drammaturgo ceco († 1938)
- 9 gennaio - Kurt Tucholsky, scrittore, poeta e giornalista tedesco († 1935)
- 10 gennaio - Harold Alden, astronomo statunitense († 1964)
- 10 gennaio - Douglas MacLean, attore, sceneggiatore e produttore cinematografico statunitense († 1967)
- 10 gennaio - Pina Menichelli, attrice italiana († 1984)
- 10 gennaio - Joseph Santley, regista, produttore televisivo e sceneggiatore statunitense († 1971)
- 10 gennaio - Francesco Sapori, scrittore e critico d'arte italiano († 1964)
- 11 gennaio - Oswald de Andrade, poeta brasiliano († 1954)
- 11 gennaio - Harold Bride, ufficiale britannico († 1956)
- 11 gennaio - Max Carey, giocatore di baseball e allenatore di baseball statunitense († 1976)
- 11 gennaio - Francesco Fodde, militare italiano († 1913)
- 11 gennaio - Vladimir Sergeevič Rozing, tenore e direttore teatrale russo († 1963)
- 12 gennaio - Vasilij Jakovlevič Erošenko, scrittore, anarchico e esperantista russo († 1952)
- 12 gennaio - Otto Groß, nuotatore tedesco († 1964)
- 12 gennaio - Joseph Helffrich, astronomo tedesco († 1971)
- 12 gennaio - Cyril Porter, mezzofondista britannico († 1964)
- 12 gennaio - Velia Titta, poetessa e romanziera italiana († 1938)
- 13 gennaio - Primo Mazzolari, presbitero, scrittore e partigiano italiano († 1959)
- 13 gennaio - Ugo Moncada di Paternò, nobile, politico e imprenditore italiano († 1974)
- 13 gennaio - Fritz Odemar, attore tedesco († 1955)
- 13 gennaio - Jüri Uluots, politico e avvocato estone († 1945)
- 14 gennaio - Arthur Holmes, geofisico e geologo inglese († 1965)
- 14 gennaio - John Lucas, generale statunitense († 1949)
- 14 gennaio - Ugo Savorana, scultore e pittore italiano († 1984)
- 14 gennaio - Maximilian Wengler, generale tedesco († 1945)
- 15 gennaio - Yusuf Izzuddin Shah di Perak, sovrano malese († 1963)
- 16 gennaio - Karl Freund, regista e direttore della fotografia tedesco († 1969)
- 16 gennaio - Marcello Giorda, attore italiano († 1960)
- 16 gennaio - Henry Reinholdt, calciatore norvegese († 1980)
- 17 gennaio - Antonio Victor Pildain y Zapiain, vescovo cattolico e politico spagnolo († 1973)
- 17 gennaio - Walter Sorkale, calciatore tedesco († 1945)
- 18 gennaio - Ernst Heinrich Schmauser, militare tedesco († 1945)
- 19 gennaio - Luigi Garzoni di Adorgnano, compositore e filologo italiano († 1972)
- 19 gennaio - Léon Moussinac, scrittore, critico cinematografico e giornalista francese († 1964)
- 19 gennaio - Elmer Niklander, discobolo e pesista finlandese († 1942)
- 19 gennaio - Ferruccio Parri, politico e partigiano italiano († 1981)
- 19 gennaio - Phetsarath Rattanavongsa, politico e patriota laotiano († 1959)
- 19 gennaio - Fawzi al-Qawuqji, militare arabo († 1977)
- 20 gennaio - Arturo Benigni, generale italiano († 1961)
- 20 gennaio - Sebastiano Guzzi, direttore di banda e compositore italiano († 1968)
- 21 gennaio - Lamberto Duranti, patriota italiano († 1915)
- 21 gennaio - Jean Pacot, calciatore francese († 1962)
- 21 gennaio - Florizel von Reuter, violinista e insegnante statunitense († 1985)
- 22 gennaio - Henry Folland, ingegnere britannico († 1954)
- 22 gennaio - Karl Grune, regista, sceneggiatore e produttore cinematografico austriaco († 1962)
- 22 gennaio - Alfonso Menna, politico italiano († 1998)
- 22 gennaio - Edward Wennerholm, ginnasta svedese († 1943)
- 23 gennaio - Vito Baccarini, cestista e dirigente sportivo italiano († 1950)
- 23 gennaio - Tat'jana Konstantinovna Romanova, principessa russa († 1979)
- 25 gennaio - Paulius Galaunė, storico dell'arte lituano († 1988)
- 25 gennaio - René Génin, attore francese († 1967)
- 25 gennaio - Dario Viterbo, scultore, incisore e orafo italiano († 1961)
- 26 gennaio - Grantly Dick-Read, ginecologo britannico († 1959)
- 26 gennaio - Rosa Pisaneschi, traduttrice italiana († 1960)
- 26 gennaio - Marco Saviane, calciatore italiano
- 26 gennaio - Marcel Triboulet, calciatore francese († 1939)
- 27 gennaio - Charles Deruyter, ciclista su strada francese († 1955)
- 27 gennaio - Josef Rupert Geiselmann, presbitero e teologo tedesco († 1970)
- 27 gennaio - Gerard de Kruijff, cavaliere olandese († 1968)
- 27 gennaio - Maurice Meunier, calciatore francese († 1971)
- 27 gennaio - Mauno Pekkala, politico finlandese († 1952)
- 28 gennaio - Alfred Compeyrat, calciatore francese († 1951)
- 28 gennaio - Fusako Kitashirakawa, principessa giapponese († 1974)
- 28 gennaio - Robert Stroud, criminale e ornitologo statunitense († 1963)
- 29 gennaio - Sigurd Kander, velista svedese († 1980)
- 30 gennaio - Bartolomeo Arrigoni, aviatore e militare italiano († 1918)
- 30 gennaio - Vijaysinhji Chhatrasinhji, principe indiano († 1951)
- 30 gennaio - Stewart Menzies, generale e agente segreto britannico († 1968)
- 30 gennaio - Emilio Petiva, ciclista su strada italiano († 1980)
- 30 gennaio - Emy Roeder, scultrice tedesca († 1971)
- 30 gennaio - Albert Zürner, tuffatore tedesco († 1920)
- 31 gennaio - John Zander, mezzofondista svedese († 1967)

## Febbraio(94)
- 1º febbraio - Émile Drain, attore francese († 1966)
- 1º febbraio - Germaine Lubin, soprano francese († 1979)
- 1º febbraio - Povilas Plechavičius, generale lituano († 1973)
- 1º febbraio - Mario Rossani, militare italiano († 1918)
- 2 febbraio - Aldo Borelli, giornalista italiano († 1965)
- 2 febbraio - Alexandru Ioanițiu, generale rumeno († 1941)
- 2 febbraio - Robert Kurrle, direttore della fotografia statunitense († 1932)
- 2 febbraio - Maria Maltoni, insegnante italiana († 1964)
- 2 febbraio - Massimo Pianforini, attore italiano († 1966)
- 3 febbraio - Heinrich Barth, filosofo svizzero († 1965)
- 3 febbraio - Felice Crocco, calciatore italiano († 1976)
- 3 febbraio - George Horine, altista statunitense († 1948)
- 3 febbraio - Larry MacPhail, dirigente sportivo statunitense († 1975)
- 3 febbraio - Paul Scherrer, fisico svizzero († 1969)
- 4 febbraio - Riccardo Pinazzi, trombettista, compositore e direttore di banda italiano († 1961)
- 4 febbraio - Giuseppe Pintus, militare italiano († 1917)
- 4 febbraio - Geoffrey Taylor, canottiere canadese († 1915)
- 5 febbraio - Gaetano Pasotti, missionario e vescovo cattolico italiano († 1950)
- 6 febbraio - Goffredo de Banfield, aviatore austro-ungarico († 1986)
- 6 febbraio - Abdul Ghaffar Khan, politico pakistano († 1988)
- 6 febbraio - Mentore Maggini, astrofisico italiano († 1941)
- 6 febbraio - Clem Stephenson, allenatore di calcio e calciatore inglese († 1961)
- 6 febbraio - Hugh Stott Taylor, chimico inglese († 1974)
- 7 febbraio - Walter Dexel, pittore, tipografo e scenografo tedesco († 1973)
- 7 febbraio - Serafino Mazzarocchi, ginnasta italiano († 1961)
- 8 febbraio - Giorgio Wenter Marini, architetto italiano († 1973)
- 9 febbraio - Marcello Boldrini, statistico, politico e dirigente pubblico italiano († 1969)
- 9 febbraio - Carmelo Bonomo, militare italiano
- 9 febbraio - Bruno Cordati, pittore italiano († 1979)
- 9 febbraio - Gilbert P. Hamilton, regista, attore e produttore cinematografico statunitense († 1962)
- 9 febbraio - Jacobus Johannes Pieter Oud, architetto e urbanista olandese († 1963)
- 10 febbraio - Fanja Kaplan, rivoluzionaria e attivista russa († 1918)
- 10 febbraio - Boris Pasternak, scrittore e poeta russo († 1960)
- 11 febbraio - Anton Giulio Bragaglia, regista, critico cinematografico e saggista italiano († 1960)
- 11 febbraio - Jan de Vries, filologo, lessicografo e storico delle religioni olandese († 1964)
- 12 febbraio - John Bartholomew, cartografo e geografo britannico († 1962)
- 12 febbraio - Vincenzo Errante, filologo, storico e traduttore italiano († 1951)
- 12 febbraio - Bess Meredyth, sceneggiatrice, attrice e regista statunitense († 1969)
- 12 febbraio - Otto Tiemann, generale tedesco († 1952)
- 13 febbraio - Howard Bretherton, montatore e regista cinematografico statunitense († 1969)
- 13 febbraio - Quinto Tosatti, giornalista e politico italiano († 1960)
- 14 febbraio - Chintamanrao Dhundirao Patwardhan, principe indiano († 1965)
- 14 febbraio - Giovanni Del Curto, politico italiano († 1970)
- 14 febbraio - Nina Hamnett, pittrice britannica († 1956)
- 15 febbraio - Hector Heusghem, ciclista su strada belga († 1982)
- 15 febbraio - Robert Ley, politico tedesco († 1945)
- 15 febbraio - Cosme Rennella, aviatore italiano († 1937)
- 15 febbraio - Matome Ugaki, ammiraglio giapponese († 1945)
- 16 febbraio - Makonnen Endelkachew, militare etiope († 1963)
- 16 febbraio - Adalgiso Ferraris, compositore e pianista italiano († 1968)
- 16 febbraio - Francesco de Pinedo, aviatore e generale italiano († 1933)
- 17 febbraio - Gustave Buchard, schermidore francese († 1981)
- 17 febbraio - Filippo Filippelli, giornalista e avvocato italiano
- 17 febbraio - Ronald Fisher, statistico, matematico e biologo britannico († 1962)
- 17 febbraio - Sol Lesser, produttore cinematografico statunitense († 1980)
- 17 febbraio - María Michelsen de López, first lady colombiana († 1949)
- 17 febbraio - Attilio Spaccarelli, architetto italiano († 1976)
- 18 febbraio - Mario Almirante, regista, attore e direttore del doppiaggio italiano († 1964)
- 18 febbraio - Agatino Amantia, economista e editore italiano († 1940)
- 18 febbraio - Edward Arnold, attore statunitense († 1956)
- 18 febbraio - Enrique Estrada, generale e politico messicano († 1942)
- 18 febbraio - Arcangelo Magli, politico italiano († 1969)
- 18 febbraio - Adolphe Menjou, attore statunitense († 1963)
- 18 febbraio - Ishobel Ross, infermiera scozzese († 1965)
- 18 febbraio - Hector Tiberghien, ciclista su strada belga († 1951)
- 19 febbraio - Heinrich Deubel, militare tedesco († 1962)
- 19 febbraio - Albert White, pistard britannico († 1965)
- 20 febbraio - Victoria Gucovsky, educatrice, scrittrice e giornalista argentina († 1969)
- 20 febbraio - Russell Hall, giocatore di curling canadese († 1956)
- 20 febbraio - Sam Rice, giocatore di baseball statunitense († 1974)
- 20 febbraio - Alma Richards, altista statunitense († 1963)
- 21 febbraio - Wheeler Oakman, attore statunitense († 1949)
- 21 febbraio - Franz Roh, artista, fotografo e critico d'arte tedesco († 1965)
- 21 febbraio - Albin Skroczyński, generale polacco († 1971)
- 22 febbraio - Duff Cooper, politico britannico († 1954)
- 22 febbraio - Beatriz Michelena, attrice, soprano e produttrice cinematografica statunitense († 1942)
- 22 febbraio - Benno Moiseiwitsch, pianista ucraino († 1963)
- 22 febbraio - Franz Scheidies, generale tedesco († 1942)
- 23 febbraio - Lucien Girier, generale e aviatore francese († 1967)
- 24 febbraio - Marjorie Main, attrice statunitense († 1975)
- 24 febbraio - Fred Sersen, effettista statunitense († 1962)
- 25 febbraio - William Fildew, direttore della fotografia statunitense († 1943)
- 25 febbraio - Myra Hess, pianista inglese († 1965)
- 25 febbraio - Albin Mlakar, militare austro-ungarico († 1946)
- 25 febbraio - Kiyohide Shima, ammiraglio giapponese († 1973)
- 26 febbraio - Achille Funi, pittore italiano († 1972)
- 26 febbraio - Fred Thomson, attore statunitense († 1928)
- 26 febbraio - Chance M. Vought, aviatore e progettista statunitense († 1930)
- 27 febbraio - Endre Hamvas, arcivescovo cattolico ungherese († 1970)
- 27 febbraio - Freddie Keppard, musicista statunitense († 1933)
- 27 febbraio - Walter Krüger, generale tedesco († 1945)
- 27 febbraio - Giuseppe Ricciotti, presbitero, biblista e archeologo italiano († 1964)
- 28 febbraio - Carlo Baragiola, politico e imprenditore italiano († 1959)
- 28 febbraio - Joe Malone, hockeista su ghiaccio canadese († 1969)

## Marzo(107)
- 1º marzo - Albano Corneli, politico italiano († 1965)
- 1º marzo - Johannes Duiker, architetto olandese († 1935)
- 1º marzo - Heinz Hilpert, attore, regista e direttore teatrale tedesco († 1967)
- 1º marzo - Viktor Győző Simon Macalik, vescovo cattolico rumeno († 1953)
- 1º marzo - Benito Quinquela Martín, pittore argentino († 1977)
- 1º marzo - Carlo Rossi, vescovo cattolico italiano († 1980)
- 2 marzo - Ján Bakoš, arabista e traduttore slovacco († 1967)
- 2 marzo - Karl Bülowius, generale tedesco († 1945)
- 2 marzo - Oscar Egg, ciclista su strada e pistard svizzero († 1961)
- 2 marzo - Lorenzo Gaslini, calciatore e aviatore italiano († 1919)
- 2 marzo - Paul de Kruif, microbiologo, scrittore e divulgatore scientifico statunitense († 1971)
- 2 marzo - Joža Lovrenčič, poeta sloveno († 1952)
- 3 marzo - Tsutsumi Fusaki, generale giapponese († 1959)
- 3 marzo - Edmund Lowe, attore statunitense († 1971)
- 4 marzo - Tito Acerbo, militare italiano († 1918)
- 4 marzo - Francesco Chiappelli, artista, incisore e pittore italiano († 1947)
- 4 marzo - Giuseppe Corazzin, sindacalista, politico e giornalista italiano († 1925)
- 4 marzo - Renato Ghiselli, calciatore italiano
- 4 marzo - Józef Hermanowicz, presbitero, scrittore e poeta bielorusso († 1976)
- 5 marzo - John Aasen, attore statunitense († 1938)
- 5 marzo - Pol Morel, calciatore francese († 1915)
- 5 marzo - Philip Perlman, avvocato, giornalista e politico statunitense († 1960)
- 5 marzo - Vittorio Ruggero, generale italiano († 1957)
- 6 marzo - Albrecht von Bernstorff, politico tedesco († 1945)
- 6 marzo - Ödön von Tersztyánszky, schermidore ungherese († 1929)
- 7 marzo - Rosario Candela, architetto italiano († 1953)
- 7 marzo - Gustaf Johnsson, ginnasta e diplomatico svedese († 1959)
- 7 marzo - Marja Kubašec, scrittrice tedesca († 1976)
- 7 marzo - Hubert Stevens, bobbista statunitense († 1974)
- 8 marzo - Eugeniusz Baziak, arcivescovo cattolico polacco († 1962)
- 8 marzo - George Keogan, allenatore di pallacanestro statunitense († 1943)
- 8 marzo - Kurt Nachod, aviatore austro-ungarico († 1918)
- 8 marzo - Awdry Vaucour, aviatore inglese († 1918)
- 9 marzo - Vjačeslav Michajlovič Molotov, politico, diplomatico e rivoluzionario sovietico († 1986)
- 9 marzo - Juris Rēdlihs, allenatore di calcio e arbitro di calcio lettone († 1971)
- 9 marzo - Paolo Toffanin, avvocato italiano († 1971)
- 10 marzo - Willis Bradley Haviland, aviatore statunitense († 1944)
- 11 marzo - Vannevar Bush, ingegnere statunitense († 1974)
- 11 marzo - Dorothy D. Houghton, attivista statunitense († 1972)
- 12 marzo - William Dudley Pelley, politico, giornalista e scrittore statunitense († 1965)
- 12 marzo - Evert Taube, compositore, cantante e scrittore svedese († 1976)
- 13 marzo - Fritz Busch, direttore d'orchestra tedesco († 1951)
- 13 marzo - Frank Thiess, scrittore tedesco († 1977)
- 14 marzo - Elmer Clifton, regista, sceneggiatore e attore statunitense († 1949)
- 14 marzo - Matilde Festa, pittrice italiana († 1957)
- 14 marzo - Umberto Ricagno, generale italiano († 1964)
- 15 marzo - Charles Barrois, attore e regista francese († 1940)
- 15 marzo - Svend Aage Castella, calciatore danese († 1938)
- 15 marzo - Boris Nikolaevič Delone, matematico sovietico († 1980)
- 15 marzo - Eduard Hoesch, direttore della fotografia e produttore cinematografico austriaco († 1983)
- 15 marzo - Angèle Sydow, ballerina polacca († 1960)
- 16 marzo - Alessandro Degai, pittore russo († 1962)
- 16 marzo - Solomon Michajlovič Michoėls, attore russo († 1948)
- 17 marzo - Ted Adams, attore statunitense († 1973)
- 18 marzo - Gunnar Andersen, saltatore con gli sci e calciatore norvegese († 1968)
- 18 marzo - Henri Decoin, regista, sceneggiatore e scrittore francese († 1969)
- 18 marzo - Edoardo Del Neri, pittore e incisore italiano († 1932)
- 18 marzo - Gerardus van der Leeuw, storico delle religioni, egittologo e teologo olandese († 1950)
- 19 marzo - Ernst von Althaus, militare e aviatore tedesco († 1946)
- 19 marzo - Jennie Fletcher, nuotatrice britannica († 1968)
- 19 marzo - Vincenzo Venerosi Pesciolini, nobile e politico italiano († 1967)
- 19 marzo - Giuseppe Paolo Vitrotti, direttore della fotografia italiano († 1974)
- 19 marzo - Gayne Whitman, attore e sceneggiatore statunitense († 1958)
- 20 marzo - Domenico Cittera, ciclista su strada italiano († 1958)
- 20 marzo - Beniamino Gigli, tenore e attore italiano († 1957)
- 20 marzo - Fania Marinoff, attrice russa († 1971)
- 20 marzo - Arnaldo Ranaldi, politico italiano († 1971)
- 20 marzo - Gastone Razzaguta, scrittore, pittore e critico d'arte italiano († 1950)
- 21 marzo - Vilmos Kertész, calciatore ungherese († 1962)
- 21 marzo - Wilhelm Rupprecht, generale tedesco († 1967)
- 22 marzo - Ewald von Kleist-Schmenzin, filosofo tedesco († 1945)
- 23 marzo - Cedric Gibbons, scenografo irlandese († 1960)
- 23 marzo - Frederick Hibbins, mezzofondista britannico († 1969)
- 23 marzo - Alan James, regista e sceneggiatore statunitense († 1952)
- 23 marzo - Lauritz Melchior, tenore danese († 1973)
- 23 marzo - Adolf Merkl, giurista e filosofo austriaco († 1970)
- 23 marzo - Eugène Ryter, sollevatore svizzero († 1973)
- 24 marzo - Agnes Macphail, politica, giornalista e insegnante canadese († 1954)
- 24 marzo - Tommaso Cascella, pittore e ceramista italiano († 1968)
- 24 marzo - Alessandro De Magistris, calciatore italiano († 1970)
- 24 marzo - Alfonso Gallo, bibliotecario italiano († 1952)
- 24 marzo - John Northcott, generale australiano († 1966)
- 24 marzo - Robert Schurrer, velocista francese († 1972)
- 25 marzo - Walter Alt, allenatore di calcio e calciatore cecoslovacco
- 25 marzo - El Brendel, attore statunitense († 1964)
- 25 marzo - Carlo De Marchi, calciatore italiano († 1972)
- 25 marzo - Elena Freda, matematica italiana († 1978)
- 25 marzo - Jean Guéhenno, letterato e critico letterario francese († 1978)
- 25 marzo - Jolande Jacobi, psicologa ungherese († 1973)
- 25 marzo - Géza Székány, calciatore e allenatore di calcio ungherese († 1958)
- 26 marzo - Teresa Battaggi, ballerina e coreografa italiana († 1957)
- 26 marzo - Raymond Callemin, anarchico belga († 1913)
- 27 marzo - Frederick Dalrymple-Hamilton, ammiraglio britannico († 1974)
- 27 marzo - Harald Julin, pallanuotista e nuotatore svedese († 1967)
- 27 marzo - Marcel Lacour, ciclista su strada belga († 1925)
- 28 marzo - Herbert Bliss, calciatore inglese († 1968)
- 28 marzo - Gertrud Papendick, scrittrice e insegnante tedesca († 1982)
- 28 marzo - Eligio Perucca, fisico italiano († 1965)
- 28 marzo - Paul Whiteman, direttore d'orchestra statunitense († 1967)
- 29 marzo - Alberto Mario Bedarida, matematico italiano († 1957)
- 29 marzo - Luigi Carbonari, imprenditore italiano († 1957)
- 29 marzo - Willibald von Langermann und Erlencamp, generale tedesco († 1942)
- 30 marzo - Norman Bethune, medico canadese († 1939)
- 30 marzo - Juliusz Kleeberg, generale polacco († 1970)
- 30 marzo - Nikolaj Kynin, calciatore russo († 1916)
- 30 marzo - Aleksej Maksimovič Smirnov, regista cinematografico russo († 1942)
- 31 marzo - William Lawrence Bragg, fisico e cristallografo britannico († 1971)

## Aprile(105)
- 1º aprile - Howard Scott, ingegnere statunitense († 1970)
- 2 aprile - Pasquale d'Elia, sinologo, storico e missionario italiano († 1963)
- 2 aprile - György Doros, schermidore ungherese († 1945)
- 2 aprile - He Yingqin, generale e politico cinese († 1987)
- 2 aprile - Hideyoshi Obata, generale giapponese († 1944)
- 2 aprile - Agnes Straub, attrice tedesca († 1941)
- 3 aprile - Arvid Spångberg, tuffatore svedese († 1959)
- 4 aprile - Angelo Balbiani, calciatore italiano
- 4 aprile - Emanuele Toso, presbitero e partigiano italiano († 1944)
- 5 aprile - Karl Kirk, ginnasta danese († 1955)
- 5 aprile - William Moore, mezzofondista britannico († 1956)
- 6 aprile - André-Louis Danjon, astronomo francese († 1967)
- 6 aprile - Eduard Duriaux, calciatore svizzero († 1960)
- 6 aprile - Anthony Fokker, pioniere dell'aviazione e imprenditore olandese († 1939)
- 6 aprile - Otto Jäger, aviatore austro-ungarico († 1917)
- 6 aprile - Vincenzo Rivera, naturalista, botanico e politico italiano († 1967)
- 6 aprile - Simon Sollier, calciatore francese († 1955)
- 7 aprile - Paolo Angioy, generale italiano († 1975)
- 7 aprile - Paul Berth, calciatore danese († 1969)
- 7 aprile - Jacques Carlu, architetto francese († 1976)
- 7 aprile - Harry Hill, ammiraglio statunitense († 1971)
- 7 aprile - Victoria Ocampo, editrice e scrittrice argentina († 1979)
- 7 aprile - Marjory Stoneman Douglas, giornalista e scrittrice statunitense († 1998)
- 8 aprile - Zbigniew Drzewiecki, pianista e insegnante polacco († 1971)
- 8 aprile - Edwin Dutton, calciatore tedesco († 1972)
- 8 aprile - Victor Schertzinger, compositore, sceneggiatore e regista statunitense († 1941)
- 9 aprile - Pietro d'Acquarone, nobile, politico e militare italiano († 1948)
- 9 aprile - Giuseppe Del Campo, violoncellista e direttore d'orchestra italiano († 1950)
- 9 aprile - Aristide Garbini, attore italiano († 1950)
- 9 aprile - Efrem Zimbalist, violinista, compositore e direttore d'orchestra russo († 1985)
- 9 aprile - Adile Zogu, principessa albanese († 1966)
- 10 aprile - Emilio Barsotti, presbitero, scrittore e partigiano italiano († 1980)
- 11 aprile - Rachele Guidi, italiana († 1979)
- 11 aprile - Felix von Heijden, calciatore olandese († 1982)
- 12 aprile - Giuseppe Biondelli, diplomatico, saggista e ufficiale italiano († 1972)
- 12 aprile - Adrien Hébert, pittore francese († 1967)
- 13 aprile - Luigi Biasucci, militare italiano († 1941)
- 13 aprile - Luigi Fallacara, poeta e scrittore italiano († 1963)
- 13 aprile - Frank Murphy, politico statunitense († 1949)
- 13 aprile - Nera Simi, pittrice italiana († 1987)
- 14 aprile - Scott R. Beal, attore e regista statunitense († 1973)
- 14 aprile - Maurice Blanchard, ingegnere e poeta francese († 1960)
- 14 aprile - Fernand Fauconnier, ginnasta francese († 1940)
- 14 aprile - Saverio Fera, politico e avvocato italiano
- 14 aprile - Friedrich Wilhelm Kritzinger, funzionario tedesco († 1947)
- 14 aprile - Attilio Ruggiero, partigiano, militare e politico italiano († 1963)
- 14 aprile - Einar Tveito, attore norvegese († 1958)
- 15 aprile - Eduard Scherrer, bobbista svizzero († 1972)
- 15 aprile - Eugenio Scorzelli, pittore italiano († 1958)
- 15 aprile - Nikolaj Sergeevič Trubeckoj, linguista russo († 1938)
- 16 aprile - Alessandro Bascheni, calciatore italiano († 1940)
- 16 aprile - Harry Dickason, ginnasta britannico († 1962)
- 16 aprile - Paul Hazoumé, scrittore e etnologo beninese († 1980)
- 16 aprile - Edvin Mathiasson, lottatore svedese († 1975)
- 16 aprile - Ercole Ronco, militare italiano († 1967)
- 16 aprile - Howard Somervell, alpinista, chirurgo e pittore inglese († 1975)
- 17 aprile - Art Acord, attore statunitense († 1931)
- 17 aprile - Joe Smith, calciatore inglese († 1956)
- 17 aprile - Vittoria Margherita di Prussia, nobile prussiana († 1923)
- 18 aprile - Vittorio Flecchia, politico, sindacalista e partigiano italiano († 1960)
- 18 aprile - Carlo Freguglia, militare italiano († 1917)
- 18 aprile - Erwin Gehrts, giornalista e militare tedesco († 1943)
- 18 aprile - Alexander Granach, attore tedesco († 1945)
- 18 aprile - Robert Lindsay, velocista britannico († 1958)
- 18 aprile - Marija Pavlovna Romanova, nobile russa († 1958)
- 18 aprile - James Rennie, attore canadese († 1965)
- 18 aprile - Hannes Sirola, ginnasta finlandese († 1985)
- 19 aprile - Antonio Bernabéu, calciatore e avvocato spagnolo († 1967)
- 19 aprile - Vintilă Mihăilescu, geografo rumeno († 1978)
- 19 aprile - Herbert Wilcox, produttore cinematografico, regista e sceneggiatore irlandese († 1977)
- 20 aprile - Catherine Calvert, attrice statunitense († 1971)
- 20 aprile - Aurelio Candian, giurista italiano († 1971)
- 20 aprile - Maurice Duplessis, politico canadese († 1959)
- 20 aprile - Frank Hudspeth, calciatore britannico († 1963)
- 20 aprile - Béla Las-Torres, nuotatore ungherese († 1915)
- 20 aprile - Adolf Schärf, politico austriaco († 1965)
- 20 aprile - Dragutin Tomašević, maratoneta e ginnasta serbo († 1915)
- 21 aprile - Giovanni Casula, generale italiano († 1983)
- 21 aprile - Benno Landsberger, archeologo e orientalista tedesco († 1968)
- 21 aprile - Jaroslav Špindler, calciatore austriaco († 1965)
- 21 aprile - Eugène Séguy, entomologo francese († 1985)
- 21 aprile - Marc Wright, astista statunitense († 1975)
- 22 aprile - Erwin Jaenecke, generale tedesco († 1960)
- 22 aprile - Rudolf Wenninger, generale tedesco († 1945)
- 23 aprile - Max Gumpel, pallanuotista e nuotatore svedese († 1965)
- 23 aprile - Hellmuth von Ruckteschell, militare tedesco († 1948)
- 25 aprile - Gyula Bíró, calciatore ungherese († 1951)
- 25 aprile - Edvige Pesce Gorini, poetessa italiana († 1983)
- 26 aprile - Joseph H. August, direttore della fotografia statunitense († 1947)
- 26 aprile - Choe Nam-seon, storico, poeta e editore coreano († 1957)
- 26 aprile - Edgar Kennedy, attore e regista statunitense († 1948)
- 26 aprile - Emilio Pensuti, aviatore italiano († 1918)
- 26 aprile - Beniamino Socche, vescovo cattolico italiano († 1965)
- 27 aprile - Karl Asplund, poeta, scrittore e critico d'arte svedese († 1978)
- 27 aprile - Eero Hyvärinen, ginnasta finlandese († 1973)
- 27 aprile - Raúl Pateras Pescara, inventore, imprenditore e aviatore argentino († 1966)
- 27 aprile - Isabella Riva, attrice italiana († 1985)
- 29 aprile - Hans Kummetz, militare e aviatore tedesco († 1918)
- 30 aprile - Sergej Brjuchonenko, medico, scienziato e inventore sovietico († 1960)
- 30 aprile - Alma Hanlon, attrice statunitense († 1977)
- 30 aprile - Géza Lakatos, generale e politico ungherese († 1967)
- 30 aprile - Augusto Maccario, mezzofondista italiano († 1927)
- 30 aprile - Ottorino Piccinato, avvocato, dirigente d'azienda e politico italiano († 1963)
- 30 aprile - Giuseppe Adolfo Roero di Cortanze, generale italiano († 1976)
- 30 aprile - Gino Valori, regista, sceneggiatore e giornalista italiano († 1961)

## Maggio(94)
- 1º maggio - Clelia Lollini, medico italiana († 1963)
- 2 maggio - Cesarina Gualino, ballerina, pittrice e collezionista d'arte italiana († 1992)
- 2 maggio - E. E. Smith, autore di fantascienza statunitense († 1965)
- 3 maggio - Orlando Lorenzini, generale italiano († 1941)
- 3 maggio - Alex Pompez, dirigente sportivo statunitense († 1974)
- 3 maggio - Carlo Ponte, lottatore italiano († 1960)
- 4 maggio - Hugh Beaver, ingegnere sudafricano († 1967)
- 4 maggio - Morris Fisher, tiratore a segno statunitense († 1968)
- 4 maggio - Ermanno Germanò, scultore italiano († 1960)
- 4 maggio - Jurigis Savickis, scrittore lituano († 1952)
- 4 maggio - John Skrataas, ginnasta norvegese († 1961)
- 4 maggio - Angelo Zorzi, ginnasta italiano († 1974)
- 5 maggio - Giulio Basletta, schermidore e dirigente sportivo italiano († 1975)
- 5 maggio - Pavel Vasil'evič Ksenofontov, attivista, rivoluzionario e politico russo († 1928)
- 5 maggio - Christopher Morley, scrittore statunitense († 1957)
- 6 maggio - Rose Bowes-Lyon, contessa Granville, nobildonna scozzese († 1967)
- 6 maggio - Bartolomeo Fronteddu, militare italiano († 1944)
- 6 maggio - Duilio Grigioni, partigiano italiano († 1960)
- 6 maggio - Placido di Gesù, presbitero spagnolo († 1936)
- 6 maggio - Gertrude Emerson Sen, giornalista, scrittrice e insegnante statunitense († 1982)
- 6 maggio - Claire Whitney, attrice statunitense († 1969)
- 7 maggio - George Archainbaud, regista francese († 1959)
- 7 maggio - Arnaldo Ginna, pittore, scultore e regista italiano († 1982)
- 7 maggio - Huug de Groot, calciatore olandese († 1957)
- 7 maggio - Antonio Zanussi, imprenditore italiano († 1946)
- 8 maggio - Einar Friis Baastad, calciatore norvegese († 1974)
- 8 maggio - Giuseppe Bertolotti, militare italiano († 1917)
- 8 maggio - John Meehan, commediografo, sceneggiatore e regista canadese († 1954)
- 9 maggio - Roberto Olmi, generale italiano († 1968)
- 10 maggio - Clarence Brown, regista, montatore e produttore cinematografico statunitense († 1987)
- 10 maggio - Alfred Jodl, generale e criminale di guerra tedesco († 1946)
- 10 maggio - Jean Piot, schermidore francese († 1961)
- 10 maggio - Wilhelm Thiele, regista e sceneggiatore austriaco († 1975)
- 11 maggio - Willie Applegarth, velocista britannico († 1958)
- 11 maggio - Helge Løvland, multiplista norvegese († 1984)
- 11 maggio - Rigoletto Trezzi, calciatore, arbitro di calcio e dirigente sportivo italiano († 1974)
- 11 maggio - Imre Zachár, nuotatore e pallanuotista ungherese († 1954)
- 12 maggio - Renzo Novatore, anarchico, poeta e filosofo italiano († 1922)
- 12 maggio - Kurt Student, generale tedesco († 1978)
- 13 maggio - Clodoveo Bonazzi, sindacalista italiano († 1955)
- 13 maggio - Louis de Monge, ingegnere belga († 1977)
- 14 maggio - Llewellyn Woodward, storico britannico († 1971)
- 15 maggio - Elia Abu Madi, poeta libanese († 1957)
- 15 maggio - Sali Nivica, politico, patriota e giornalista albanese († 1920)
- 15 maggio - Katherine Anne Porter, giornalista, scrittrice e attivista statunitense († 1980)
- 17 maggio - Curt Badinski, generale tedesco († 1966)
- 17 maggio - Samu Fóti, ginnasta ungherese († 1916)
- 17 maggio - Domenico Gambino, attore, regista e sceneggiatore italiano († 1968)
- 17 maggio - Libera Trevisani Levi-Civita, matematica italiana († 1973)
- 18 maggio - Mario Biglioli, scultore italiano († 1983)
- 18 maggio - Mary Charleson, attrice irlandese († 1961)
- 18 maggio - Ward Crane, attore statunitense († 1928)
- 18 maggio - Erik Pettersson, sollevatore svedese († 1975)
- 19 maggio - Glenn Curtis, allenatore di pallacanestro statunitense († 1958)
- 19 maggio - Victor Fastre, ciclista su strada belga († 1914)
- 19 maggio - Ho Chi Minh, rivoluzionario, politico e patriota vietnamita († 1969)
- 19 maggio - Mário de Sá-Carneiro, poeta e drammaturgo portoghese († 1916)
- 20 maggio - Hans Berr, militare e aviatore tedesco († 1917)
- 20 maggio - Ettore Lo Gatto, slavista, traduttore e critico letterario italiano († 1983)
- 20 maggio - Allan Nevins, storico e giornalista statunitense († 1971)
- 20 maggio - Georges Tainturier, schermidore francese († 1944)
- 21 maggio - Salvatore Andreola, fotografo italiano († 1970)
- 21 maggio - Harry Tierney, compositore statunitense († 1965)
- 22 maggio - Pierre Canivet, giocatore di curling francese († 1982)
- 22 maggio - Per Collinder, astronomo svedese († 1975)
- 22 maggio - Achille Landini, aviatore italiano († 1971)
- 22 maggio - Siro Persichelli, generale italiano († 1961)
- 22 maggio - Franz Putzendopler, allenatore di calcio austriaco († 1959)
- 23 maggio - Sven Colliander, cavaliere svedese († 1961)
- 23 maggio - Herbert Marshall, attore britannico († 1966)
- 23 maggio - Serafino Mazzolini, politico e diplomatico italiano († 1945)
- 23 maggio - Dennis Robertson, economista inglese († 1963)
- 23 maggio - Dagmar di Danimarca, principessa danese († 1961)
- 24 maggio - Guido Alessi, militare italiano († 1918)
- 24 maggio - Adolph Bachmann, calciatore svizzero
- 24 maggio - Julius Clementz, calciatore norvegese († 1961)
- 24 maggio - Alessandro Virginio Dolci, tenore italiano († 1954)
- 25 maggio - Vladimir Gaćinović, saggista e rivoluzionario bosniaco († 1917)
- 26 maggio - Faxon M. Dean, direttore della fotografia statunitense († 1965)
- 26 maggio - Venanzio Filippini, vescovo cattolico e missionario italiano († 1973)
- 27 maggio - Fritzi Brunette, attrice statunitense († 1943)
- 27 maggio - Dante Cavazzini, filantropo e mecenate italiano († 1987)
- 27 maggio - Konstantin Vasil'evič Ivanov, poeta, drammaturgo e romanziere russo († 1915)
- 29 maggio - Feodora di Sassonia-Meiningen, nobile († 1972)
- 29 maggio - Martin Wickramasinghe, scrittore cingalese († 1976)
- 30 maggio - Paul Czinner, regista, scrittore e produttore cinematografico ungherese († 1972)
- 30 maggio - Frank St. Leger, direttore d'orchestra britannico († 1969)
- 30 maggio - Robert Pobožný, vescovo cattolico slovacco († 1972)
- 30 maggio - Roger Salengro, politico francese († 1936)
- 31 maggio - Vittorio Ballio Morpurgo, architetto italiano († 1966)
- 31 maggio - Gheorghe Eminescu, militare, storico e scrittore rumeno († 1988)
- 31 maggio - Hilla von Rebay, artista tedesca († 1967)
- 31 maggio - Alwin Seifert, architetto e scrittore tedesco († 1972)
- 31 maggio - Harry Hines Woodring, politico statunitense († 1967)

## Giugno(105)
- 1º giugno - Olle Ericsson, tiratore a segno svedese († 1950)
- 1º giugno - Frank Morgan, attore statunitense († 1949)
- 2 giugno - Luigi Arrigoni, arcivescovo cattolico italiano († 1948)
- 2 giugno - Samuel Kohs, psicologo statunitense († 1984)
- 2 giugno - George Herbert McCaffrey, militare e criminale di guerra statunitense († 1954)
- 2 giugno - Fritz Münch, direttore d'orchestra francese († 1970)
- 2 giugno - Albert Parsys, calciatore francese († 1980)
- 2 giugno - Edgardo Simone, scultore e scenografo italiano († 1948)
- 3 giugno - Mirko Polič, compositore e direttore teatrale sloveno († 1951)
- 3 giugno - Ildebrando Vannucci, vescovo cattolico e abate italiano († 1955)
- 4 giugno - Uno Gera, scultore italiano († 1982)
- 4 giugno - Adolfo Lucarini, scultore e pittore italiano († 1959)
- 4 giugno - Italia Almirante Manzini, attrice italiana († 1941)
- 5 giugno - Corinne Barker, attrice statunitense († 1928)
- 5 giugno - Giuseppe Dardanelli, politico e avvocato italiano († 1972)
- 5 giugno - José Piendibene, allenatore di calcio e calciatore uruguaiano († 1969)
- 5 giugno - Plinio Romaneschi, paracadutista svizzero († 1950)
- 6 giugno - Ted Lewis, musicista e cantante statunitense († 1971)
- 6 giugno - Paul Kellner, nuotatore tedesco († 1972)
- 6 giugno - Guido Zanobini, giurista italiano († 1964)
- 7 giugno - Francesco Cibarelli, medico, militare e pedagogista italiano († 1963)
- 7 giugno - Karl Lashley, psicologo e neuroscienziato statunitense († 1958)
- 7 giugno - Corrado Mezzana, pittore italiano († 1952)
- 7 giugno - Alois Müller, calciatore austriaco († 1969)
- 7 giugno - Erik Peterson, storico tedesco († 1960)
- 7 giugno - Hjalmar Riiser-Larsen, esploratore e aviatore norvegese († 1965)
- 8 giugno - Rudolf Leip, calciatore tedesco († 1947)
- 8 giugno - Åge Lundström, cavaliere svedese († 1975)
- 8 giugno - Konstanty Plisowski, generale polacco († 1940)
- 8 giugno - José Antonio Ramos Sucre, poeta venezuelano († 1930)
- 8 giugno - Vittorio Tedesco Zammarano, militare, esploratore e scrittore italiano († 1959)
- 9 giugno - Leslie Banks, attore e regista teatrale britannico († 1952)
- 9 giugno - E. M. Delafield, scrittrice britannica († 1943)
- 9 giugno - Heinz Hellmich, generale tedesco († 1944)
- 9 giugno - Peder Henriksen, calciatore norvegese († 1975)
- 9 giugno - Sidney Sanders, calciatore inglese († 1967)
- 10 giugno - Nino Piccaluga, tenore italiano († 1973)
- 10 giugno - William A. Seiter, regista e stuntman statunitense († 1964)
- 10 giugno - Theophil Spoerri, filologo svizzero († 1974)
- 11 giugno - James Basevi, scenografo britannico († 1962)
- 11 giugno - Constantin Celăreanu, generale e aviatore rumeno († 1983)
- 11 giugno - John Eliot, VI conte di St. Germans, nobile inglese († 1922)
- 11 giugno - Béla Miklós, generale e politico ungherese († 1948)
- 11 giugno - Domenico Schiavone, politico italiano († 1973)
- 11 giugno - Ottorino Schreiber, generale italiano († 1978)
- 11 giugno - Jean-Liévin-Joseph Sion, missionario e vescovo cattolico francese († 1951)
- 12 giugno - Théophile Alajouanine, neurologo francese († 1980)
- 12 giugno - Peretz Bernstein, politico e pubblicista israeliano († 1971)
- 12 giugno - Junius Matthews, attore e doppiatore statunitense († 1978)
- 12 giugno - Enrique Padilla, giocatore di polo argentino
- 12 giugno - Lionello Rossi, economista italiano († 1969)
- 12 giugno - Attilio Salvatore, politico italiano († 1961)
- 12 giugno - Egon Schiele, pittore e incisore austriaco († 1918)
- 13 giugno - Harry Shannon, attore statunitense († 1964)
- 14 giugno - May Allison, attrice statunitense († 1989)
- 14 giugno - Bror Wiberg, calciatore finlandese († 1935)
- 15 giugno - Wilhelm Leuschner, politico tedesco († 1944)
- 16 giugno - Sándor Bodnár, calciatore ungherese († 1955)
- 16 giugno - Benno Fiala von Fernbrugg, aviatore austro-ungarico († 1964)
- 16 giugno - Nae Ionescu, filosofo, logico e giornalista romeno († 1940)
- 16 giugno - Stan Laurel, attore, comico e regista britannico († 1965)
- 16 giugno - Alda Levi, archeologa italiana († 1950)
- 16 giugno - Michel Ungeheuer, calciatore lussemburghese († 1969)
- 17 giugno - Hatazō Adachi, generale giapponese († 1947)
- 17 giugno - Ludlow Griscom, ornitologo statunitense († 1959)
- 17 giugno - Henk Janssen, tiratore di fune olandese († 1969)
- 17 giugno - György Rozgonyi, schermidore ungherese († 1967)
- 18 giugno - Camillo Bechis, generale italiano († 1969)
- 18 giugno - Noémi Ferenczy, artista ungherese († 1957)
- 18 giugno - Masami Kobayashi, ammiraglio giapponese († 1977)
- 18 giugno - Giuseppe Piantoni, direttore di banda e compositore italiano († 1950)
- 19 giugno - Silvio Frigerio, calciatore italiano († 1957)
- 19 giugno - Karl Patterson Schmidt, zoologo statunitense († 1957)
- 20 giugno - Eugène Deloncle, politico francese († 1944)
- 20 giugno - Takatsugu Jōjima, ammiraglio giapponese († 1967)
- 20 giugno - Cumberland Posey, cestista e giocatore di baseball statunitense († 1946)
- 20 giugno - Calogero Angelo Sacheli, filosofo e scrittore italiano († 1946)
- 21 giugno - Lewis Brereton, aviatore e generale statunitense († 1967)
- 21 giugno - Lothar Debes, generale tedesco († 1960)
- 21 giugno - Frieda Gertrud Riess, fotografa tedesca († 1957)
- 21 giugno - Urbici Soler i Manonelles, scultore spagnolo († 1953)
- 21 giugno - Daisy Speranza, tennista francese († 1983)
- 23 giugno - Rita Brunetti, fisica italiana († 1942)
- 23 giugno - Arturo Osio, avvocato e banchiere italiano († 1968)
- 23 giugno - Salvatore Papaccio, cantante italiano († 1977)
- 24 giugno - Sidney Swann, canottiere britannico († 1976)
- 25 giugno - Dorothy Bernard, attrice statunitense († 1955)
- 25 giugno - Charlotte Greenwood, attrice e ballerina statunitense († 1977)
- 25 giugno - Federico Torretta, politico italiano († 1975)
- 25 giugno - Ugo Zagato, designer e imprenditore italiano († 1968)
- 26 giugno - Jeanne Eagels, attrice e showgirl statunitense († 1929)
- 27 giugno - Jacques Deval, commediografo, regista e scrittore francese († 1972)
- 27 giugno - Tino Pattiera, tenore dalmata († 1966)
- 27 giugno - Federico Terschak, alpinista, dirigente sportivo e scrittore tedesco († 1977)
- 28 giugno - William Blandy, ammiraglio statunitense († 1954)
- 28 giugno - Guido Corbellini, ingegnere e politico italiano († 1976)
- 28 giugno - Antonio Di Jorio, compositore e direttore di banda italiano († 1981)
- 28 giugno - Kay Laurell, attrice statunitense († 1927)
- 28 giugno - Benedetto Pasqua di Bisceglie, generale italiano († 1941)
- 29 giugno - Pietro Montana, scultore, pittore e insegnante statunitense († 1978)
- 29 giugno - Hendrikje van Andel-Schipper, supercentenaria olandese († 2005)
- 30 giugno - Paul Boffa, politico maltese († 1962)
- 30 giugno - Elemér Kovács, allenatore di calcio e calciatore ungherese († 1965)
- 30 giugno - Gertrude McCoy, attrice statunitense († 1967)
- 30 giugno - Tom Miller, calciatore britannico († 1958)

## Luglio(91)
- 2 luglio - Rune Carlsten, attore e regista svedese († 1970)
- 2 luglio - Leen Hoogendijk, pallanuotista olandese († 1969)
- 2 luglio - Ercole Massaglia, fotografo italiano († 1941)
- 2 luglio - Peter Scheider, militare austro-ungarico († 1976)
- 2 luglio - Ludovico Sicignano, politico e avvocato italiano († 1958)
- 2 luglio - Amedeo Varese, calciatore italiano († 1969)
- 3 luglio - Gilberto Crepax, violoncellista italiano († 1970)
- 3 luglio - Arthur Gouge, ingegnere britannico († 1962)
- 4 luglio - Giuseppe Citanna, critico letterario italiano († 1978)
- 4 luglio - Giuseppe Ricci, politico e partigiano italiano († 1972)
- 5 luglio - Amédée Dubois de La Patellière, pittore francese († 1932)
- 5 luglio - Heitarō Edo, ammiraglio giapponese († 1944)
- 5 luglio - Karl Eglseer, generale austriaco († 1944)
- 5 luglio - Bessie Eyton, attrice statunitense († 1965)
- 6 luglio - Joseph Schubert, vescovo cattolico rumeno († 1969)
- 7 luglio - Lauro Bordin, ciclista su strada, fotografo e fotoreporter italiano († 1963)
- 7 luglio - Elsa Ebbesen, attrice svedese († 1977)
- 7 luglio - Enzo Ferrieri, regista, giornalista e sceneggiatore italiano († 1969)
- 7 luglio - Alessandro Limongelli, architetto egiziano († 1932)
- 7 luglio - Tom Powers, attore statunitense († 1955)
- 7 luglio - Karl Tekusch, calciatore austriaco († 1977)
- 8 luglio - Aleksander Birkenmajer, storico polacco († 1967)
- 8 luglio - Walter Hasenclever, scrittore e drammaturgo tedesco († 1940)
- 8 luglio - Hanns Johst, poeta, drammaturgo e scrittore tedesco († 1978)
- 8 luglio - Marcello Labor, letterato, scrittore e medico italiano († 1954)
- 8 luglio - Stanton Macdonald-Wright, pittore statunitense († 1973)
- 8 luglio - Ödön Téry, ginnasta ungherese († 1981)
- 9 luglio - Angelo Manaresi, politico e militare italiano († 1965)
- 10 luglio - William Foster, nuotatore britannico († 1963)
- 10 luglio - Vera Inber, poetessa, giornalista e scrittrice sovietica († 1972)
- 11 luglio - Giacomo Albanese, matematico italiano († 1947)
- 11 luglio - John Stewart Battle, politico statunitense († 1972)
- 11 luglio - William O'Dwyer, politico e diplomatico irlandese († 1964)
- 11 luglio - Alfredo Proia, giornalista, produttore cinematografico e politico italiano († 1950)
- 11 luglio - Arturo Scattini, generale italiano († 1970)
- 11 luglio - Arthur Tedder, generale britannico († 1967)
- 12 luglio - Larry McCormick, hockeista su ghiaccio canadese († 1961)
- 13 luglio - Tommaso Barbieri, imprenditore e antifascista italiano († 1944)
- 13 luglio - Clyde De Vinna, direttore della fotografia statunitense († 1953)
- 13 luglio - Arnol'd Vladimirovič Kordjum, attore, regista e sceneggiatore sovietico († 1969)
- 13 luglio - Félix de Pomés, calciatore, schermidore e attore spagnolo († 1969)
- 13 luglio - Christian Svendsen, ginnasta danese († 1959)
- 14 luglio - Bruno Leydet, scrittore francese († 1962)
- 14 luglio - Vladimir Voronov, attore sovietico († 1985)
- 14 luglio - Ossip Zadkine, scultore russo († 1967)
- 15 luglio - Nikolaj Vasil'evič Petrov, regista cinematografico russo († 1941)
- 16 luglio - Florestano Di Fausto, ingegnere, architetto e politico italiano († 1965)
- 16 luglio - Pierre Levasseur, ingegnere e aviatore francese († 1941)
- 16 luglio - Thomas Bahnson Stanley, politico statunitense († 1970)
- 16 luglio - Carlos Carmelo de Vasconcelos Motta, cardinale e arcivescovo cattolico brasiliano († 1982)
- 17 luglio - Hilma Granqvist, antropologa e sociologa finlandese († 1972)
- 17 luglio - Auguste Hoël, ginnasta francese († 1967)
- 17 luglio - Stanley Ridges, attore britannico († 1951)
- 17 luglio - Luigi Tonelli, critico letterario, critico teatrale e scrittore italiano († 1939)
- 18 luglio - Epicarmo Corbino, politico e economista italiano († 1984)
- 18 luglio - Frank Forde, politico australiano († 1983)
- 18 luglio - Giuseppe Lugli, archeologo italiano († 1967)
- 19 luglio - Giorgio II di Grecia, re greco († 1947)
- 20 luglio - Albert Arnheiter, canottiere tedesco († 1945)
- 20 luglio - Richard Billinger, drammaturgo, poeta e scrittore austriaco († 1965)
- 20 luglio - Verna Felton, attrice e doppiatrice statunitense († 1966)
- 20 luglio - Emilio Lancia, architetto italiano († 1973)
- 20 luglio - Giorgio Morandi, pittore e incisore italiano († 1964)
- 20 luglio - Julie Vinter Hansen, astronoma danese († 1960)
- 21 luglio - Eduard Dietl, generale tedesco († 1944)
- 21 luglio - Erik Heinrichs, generale finlandese († 1965)
- 21 luglio - John Mitchell Nuttall, fisico britannico († 1958)
- 21 luglio - Ben F. Reynolds, direttore della fotografia statunitense († 1948)
- 21 luglio - Giulio Trevisani, scrittore italiano († 1969)
- 22 luglio - Robert Anderson, attore danese († 1963)
- 22 luglio - Lucien Gamblin, calciatore e giornalista francese († 1972)
- 22 luglio - Rose Kennedy, filantropa statunitense († 1995)
- 22 luglio - Pierre Pascal, storico, slavista e traduttore francese († 1983)
- 23 luglio - Jurij Pavlovič Annenkov, pittore russo († 1974)
- 24 luglio - Leo Santifaller, storico austriaco († 1974)
- 24 luglio - Guilherme de Almeida, poeta brasiliano († 1969)
- 25 luglio - Nico Buwalda, calciatore olandese († 1970)
- 26 luglio - Daniel Callaghan, ammiraglio statunitense († 1942)
- 26 luglio - Georges Casanova, schermidore francese († 1932)
- 26 luglio - Virginie Hériot, velista francese († 1932)
- 26 luglio - Seiichi Itō, ammiraglio giapponese († 1945)
- 27 luglio - Erich Dunskus, attore tedesco († 1967)
- 27 luglio - Nicolas Farkas, direttore della fotografia, sceneggiatore e regista ungherese († 1982)
- 27 luglio - Danilo Ilić, rivoluzionario serbo († 1915)
- 27 luglio - Armas Taipale, discobolo finlandese († 1976)
- 27 luglio - Åge Vedel Tåning, ittiologo danese († 1958)
- 29 luglio - Valentina Frascaroli, attrice italiana († 1955)
- 30 luglio - Friedrich Baethgen, storico tedesco († 1972)
- 30 luglio - Maria Clemenza Staszewska, religiosa polacca († 1943)
- 30 luglio - Casey Stengel, allenatore di baseball e giocatore di baseball statunitense († 1975)
- 31 luglio - Louis de Soissons, architetto e urbanista britannico († 1962)

## Agosto(95)
- 1º agosto - Helen Balfour Morrison, fotografa statunitense († 1984)
- 1º agosto - Alberigo Oreste Talarico, medico e politico italiano († 1952)
- 2 agosto - Ipparco Baccich, patriota e militare italiano († 1916)
- 2 agosto - Herbert Dingle, fisico e filosofo inglese († 1978)
- 2 agosto - Georges Frey, violinista francese († 1975)
- 2 agosto - Konstantinos Nikolopoulos, schermidore e politico greco († 1972)
- 2 agosto - Marin Sais, attrice statunitense († 1971)
- 3 agosto - Flaminio Avet, ufficiale e aviatore italiano († 1928)
- 3 agosto - Celso Calvetti, politico italiano († 1986)
- 3 agosto - Louis Charavel, pilota automobilistico francese († 1980)
- 3 agosto - Charles Edison, politico statunitense († 1969)
- 3 agosto - Matilde Huici, avvocata e pedagoga spagnola († 1965)
- 3 agosto - Konstantin Stepanovič Mel'nikov, architetto e pittore russo († 1974)
- 4 agosto - Asadata Dafora, compositore, produttore teatrale e attivista sierraleonese († 1965)
- 4 agosto - Julianus Wagemans, ginnasta belga († 1965)
- 5 agosto - August Bogusch, militare tedesco († 1948)
- 5 agosto - Hans Gál, compositore e pianista austriaco († 1987)
- 5 agosto - Francesco Giuliani, poeta e scrittore italiano († 1970)
- 5 agosto - Erich Kleiber, direttore d'orchestra e compositore austriaco († 1956)
- 6 agosto - Giulio De Marchi, ingegnere italiano († 1972)
- 6 agosto - Archibald Leslie-Melville, XIII conte di Leven, ufficiale e politico scozzese († 1947)
- 6 agosto - Georgij Leonidovič Pjatakov, rivoluzionario ucraino († 1937)
- 6 agosto - Sandro Salvini, attore e direttore del doppiaggio italiano († 1955)
- 7 agosto - Hanoch Albeck, insegnante, rabbino e docente israeliano († 1972)
- 7 agosto - Alberto Cassoli, militare italiano († 1941)
- 7 agosto - Joseph Frantz, militare e aviatore francese († 1979)
- 7 agosto - Emanuele Garda, ciclista su strada italiano († 1970)
- 7 agosto - Willard Greim, allenatore di pallacanestro e dirigente sportivo statunitense († 1982)
- 7 agosto - Elizabeth Gurley Flynn, attivista statunitense († 1964)
- 7 agosto - Fritz Wendhausen, attore, sceneggiatore e regista tedesco († 1962)
- 8 agosto - Rhoda de Bellegarde de Saint Lary, tennista italiana († 1918)
- 8 agosto - Beatrice Van, attrice e sceneggiatrice statunitense († 1983)
- 9 agosto - Ingvald Smith-Kielland, militare, diplomatico e dirigente sportivo norvegese († 1984)
- 10 agosto - Angus Lewis Macdonald, politico e giurista canadese († 1954)
- 10 agosto - Agostino Pennisi Statella, politico e numismatico italiano († 1963)
- 10 agosto - Bishara al-Khuri, politico libanese († 1964)
- 11 agosto - Renato Alessandrini, esploratore italiano († 1928)
- 11 agosto - Samuel Bischoff, produttore cinematografico statunitense († 1975)
- 11 agosto - Martinus, scrittore danese († 1981)
- 11 agosto - Franco Pesce, direttore della fotografia e attore italiano († 1975)
- 11 agosto - Assunta Viscardi, religiosa, insegnante e scrittrice italiana († 1947)
- 13 agosto - Alfredo Ferraris, calciatore italiano († 1969)
- 13 agosto - Li Zongren, generale e politico cinese († 1969)
- 13 agosto - Pauline Lord, attrice statunitense († 1950)
- 13 agosto - Ellen Osiier, schermitrice danese († 1962)
- 13 agosto - James Van Trees, direttore della fotografia statunitense († 1973)
- 14 agosto - Maria Gioitti Del Monaco, drammaturga, poetessa e scrittrice italiana († 1973)
- 14 agosto - Jørgen Hansen, canottiere danese († 1953)
- 14 agosto - Oswald Pirow, politico sudafricano († 1959)
- 14 agosto - Bruno Tesch, chimico e imprenditore tedesco († 1946)
- 15 agosto - Elizabeth Bolden, supercentenaria statunitense († 2006)
- 15 agosto - Jacques Ibert, compositore francese († 1962)
- 16 agosto - Jane Gail, attrice statunitense († 1963)
- 17 agosto - Harry Hopkins, politico statunitense († 1946)
- 17 agosto - Hans Kreysing, generale tedesco († 1969)
- 18 agosto - Ferruccio Biancini, attore, regista e sceneggiatore italiano († 1955)
- 18 agosto - Walther Funk, politico tedesco († 1960)
- 18 agosto - Hans Kamecke, generale tedesco († 1943)
- 18 agosto - Maurice Podoloff, avvocato e dirigente sportivo statunitense († 1985)
- 18 agosto - Adolfo I di Schwarzenberg, nobile, imprenditore e filantropo boemo († 1950)
- 19 agosto - Fulvio Balisti, militare e politico italiano († 1959)
- 19 agosto - Rudolf von Bünau, generale tedesco († 1962)
- 19 agosto - Augusta Vittoria di Hohenzollern-Sigmaringen, regina († 1966)
- 19 agosto - Bertil Uggla, astista, pentatleta e schermidore svedese († 1945)
- 19 agosto - Leslie Wormald, canottiere britannico († 1965)
- 20 agosto - Emilio Betti, giurista e storico italiano († 1968)
- 20 agosto - Cees ten Cate, calciatore olandese († 1972)
- 20 agosto - Giovanni Grion, militare e patriota italiano († 1916)
- 20 agosto - H.P. Lovecraft, scrittore, poeta e critico letterario statunitense († 1937)
- 21 agosto - Wilhelmus Bekkers, tiratore di fune olandese († 1957)
- 21 agosto - Max Eschle, illustratore tedesco († 1979)
- 21 agosto - Emil Liston, giocatore di baseball, allenatore di baseball e allenatore di pallacanestro statunitense († 1949)
- 21 agosto - Giacomo Piola, politico italiano († 1963)
- 22 agosto - Hans-Joachim Buddecke, aviatore tedesco († 1918)
- 22 agosto - Ignazio Lanza di Trabia, militare e aviatore italiano († 1917)
- 23 agosto - May Harrison, violinista e docente inglese († 1959)
- 24 agosto - Albert Deullin, aviatore e militare francese († 1923)
- 24 agosto - Duke Kahanamoku, nuotatore, surfista e attore statunitense († 1968)
- 24 agosto - Jean Rhys, scrittrice britannica († 1979)
- 24 agosto - Maria Timpanaro Cardini, filologa italiana († 1978)
- 25 agosto - Francesco Giberti, vescovo cattolico italiano († 1952)
- 27 agosto - Man Ray, pittore, fotografo e regista statunitense († 1976)
- 28 agosto - Bobby Dunn, attore statunitense († 1937)
- 28 agosto - Gustaf Dyrsch, cavaliere svedese († 1974)
- 28 agosto - Ivor Gurney, compositore e poeta britannico († 1937)
- 28 agosto - Leonardo Miccolis, ingegnere e politico italiano († 1953)
- 28 agosto - Gustav Schneidewind, militare e aviatore tedesco
- 29 agosto - Richard Casey, politico australiano († 1976)
- 29 agosto - Vil'gel'm Knorin, rivoluzionario, politico e storico sovietico († 1938)
- 29 agosto - Richard Kräusel, botanico tedesco († 1966)
- 29 agosto - Charles Van Enger, direttore della fotografia statunitense († 1980)
- 29 agosto - Jean Édouard Verneau, generale francese († 1944)
- 30 agosto - Marcantonio De Beaumont Bonelli, velista italiano
- 31 agosto - Arcady Boytler, regista, attore e sceneggiatore russo († 1965)
- 31 agosto - Rudolf Weber, aviatore austro-ungarico († 1918)

## Settembre(94)
- 1º settembre - Chester M. Franklin, regista e attore statunitense († 1954)
- 1º settembre - Arthur Upfield, scrittore britannico († 1964)
- 2 settembre - Umberto Vittorio Cavassa, giornalista italiano († 1972)
- 2 settembre - Angelo Raffaele Jervolino, politico italiano († 1985)
- 3 settembre - Friedrich Altrichter, generale tedesco († 1949)
- 3 settembre - Patrick H. O'Malley Jr., attore statunitense († 1966)
- 3 settembre - James Wendell, ostacolista statunitense († 1958)
- 4 settembre - La Argentina, ballerina spagnola († 1936)
- 4 settembre - Naima Wifstrand, attrice svedese († 1968)
- 4 settembre - Michał Rola-Żymierski, generale e politico polacco († 1989)
- 4 settembre - Lorenzo de Paolis, violoncellista, compositore e direttore d'orchestra italiano († 1965)
- 5 settembre - Leandra Cominazzini Angelucci, pittrice italiana († 1981)
- 5 settembre - Johann Josef Demmel, vescovo vetero-cattolico tedesco († 1971)
- 5 settembre - Jack Mower, attore statunitense († 1965)
- 5 settembre - Giambattista Patarino, medico e dirigente sportivo italiano († 1969)
- 5 settembre - Walter Weiss, generale tedesco († 1967)
- 5 settembre - Mario Alberto Zingaretti, sindacalista, partigiano e antifascista italiano († 1972)
- 6 settembre - Clara Kimball Young, attrice e produttrice cinematografica statunitense († 1960)
- 6 settembre - Giuseppe Malagodi, pittore italiano († 1968)
- 6 settembre - Attilio Prevost, fotoreporter, ingegnere e imprenditore italiano († 1954)
- 7 settembre - Lew Meehan, attore statunitense († 1951)
- 7 settembre - Silvio Secchi, allenatore di calcio e calciatore italiano († 1970)
- 8 settembre - Thomas Humphreys, mezzofondista britannico († 1967)
- 8 settembre - Angelo Motta, pasticciere e imprenditore italiano († 1957)
- 8 settembre - Procolo Pianetti, calciatore italiano († 1972)
- 8 settembre - Angelo Rossini, arcivescovo cattolico italiano († 1965)
- 8 settembre - Gaetano Tedeschi dell'Annunziata, politico e produttore cinematografico italiano († 1957)
- 9 settembre - Kurt Lewin, psicologo tedesco († 1947)
- 9 settembre - Dmitrij Petrovič Svjatopolk-Mirskij, scrittore, saggista e critico letterario russo († 1939)
- 9 settembre - Harland Sanders, imprenditore statunitense († 1980)
- 10 settembre - Ichiya Kumagae, tennista giapponese († 1968)
- 10 settembre - Aleksandr Larikov, attore sovietico († 1960)
- 10 settembre - Elsa Schiaparelli, stilista e costumista italiana († 1973)
- 10 settembre - Franz Werfel, scrittore e drammaturgo austriaco († 1945)
- 10 settembre - Mortimer Wheeler, archeologo britannico († 1976)
- 11 settembre - Maria Pierina De Micheli, religiosa italiana († 1945)
- 11 settembre - Armando de Dominicis, aviatore italiano
- 11 settembre - Nicola Groppa, magistrato italiano († 1972)
- 11 settembre - Euphemia Haynes, matematica e educatrice statunitense († 1980)
- 11 settembre - Eduard Profittlich, arcivescovo cattolico e gesuita tedesco († 1942)
- 12 settembre - Giuseppe Ferrino, calciatore italiano († 1918)
- 12 settembre - Guido Guerrini, compositore italiano († 1965)
- 12 settembre - Michele Renzulli, storico della letteratura e saggista italiano († 1961)
- 13 settembre - Gino Maffei, avvocato e politico italiano († 1938)
- 13 settembre - Antony Noghès, dirigente sportivo monegasco († 1978)
- 13 settembre - Kazimierz Łukoski, generale polacco († 1940)
- 14 settembre - André Gobert, tennista francese († 1951)
- 15 settembre - Agatha Christie, scrittrice e drammaturga britannica († 1976)
- 15 settembre - Walther Fischer von Weikersthal, generale tedesco († 1953)
- 15 settembre - Giuseppe Franchi Maggi, militare italiano († 1918)
- 15 settembre - Eugène Maës, calciatore francese († 1945)
- 15 settembre - Frank Martin, compositore svizzero († 1974)
- 16 settembre - Attilio Amato, generale italiano († 1965)
- 16 settembre - Ernst Deutsch, attore austriaco († 1969)
- 16 settembre - Traugott Herr, generale tedesco († 1976)
- 17 settembre - Aldo Andreoli, politico italiano († 1972)
- 17 settembre - France Bevk, scrittore, poeta e traduttore sloveno († 1970)
- 17 settembre - Colin Carruthers, hockeista su ghiaccio britannico († 1957)
- 17 settembre - Domenico Taccone, ingegnere e dirigente d'azienda italiano († 1974)
- 18 settembre - Enrique Gorostieta Velarde, generale messicano († 1929)
- 19 settembre - Cesare De Marchi, calciatore italiano († 1915)
- 20 settembre - Gabriella Besanzoni, contralto e mezzosoprano italiano († 1962)
- 20 settembre - Hans Hoyer, militare e aviatore tedesco († 1917)
- 20 settembre - Jelly Roll Morton, pianista e compositore statunitense († 1941)
- 20 settembre - Kathleen Parlow, violinista e insegnante canadese († 1963)
- 21 settembre - Bernhard H. Dawson, astronomo statunitense († 1960)
- 21 settembre - Giulio Göhring, imprenditore e politico italiano († 1973)
- 21 settembre - James P. Hogan, regista e sceneggiatore statunitense († 1943)
- 21 settembre - Max Immelmann, aviatore tedesco († 1916)
- 21 settembre - Antal Mally, allenatore di calcio e calciatore ungherese († 1958)
- 21 settembre - Rosalind Moss, antropologa britannica († 1990)
- 22 settembre - Carlo Daviso di Charvensod, aviatore e ammiraglio italiano († 1975)
- 23 settembre - Friedrich Paulus, generale tedesco († 1957)
- 24 settembre - Paul Eagler, effettista e direttore della fotografia statunitense († 1961)
- 24 settembre - Allen J. Ellender, politico statunitense († 1972)
- 25 settembre - Enrico Castello, pittore e illustratore italiano († 1966)
- 25 settembre - József Horváth, calciatore ungherese († 1945)
- 25 settembre - Grigorij Michajlovič Semënov, generale russo († 1946)
- 25 settembre - A.P. Younger, sceneggiatore statunitense († 1931)
- 26 settembre - Jean Théodore Delacour, ornitologo francese († 1985)
- 26 settembre - Karl Lindahl, ginnasta svedese († 1960)
- 26 settembre - Jack Tresadern, calciatore e allenatore di calcio inglese († 1959)
- 27 settembre - Joe Aiello, mafioso italiano († 1930)
- 27 settembre - Marius Hansen, ginnasta danese († 1980)
- 27 settembre - Miroslav Pospíšil, calciatore cecoslovacco († 1963)
- 28 settembre - Jonas Aas, calciatore norvegese († 1971)
- 28 settembre - Ilio Barontini, partigiano e politico italiano († 1951)
- 28 settembre - Karl Weisenberger, generale tedesco († 1952)
- 29 settembre - Alois Eliáš, generale e politico cecoslovacco († 1942)
- 29 settembre - Ahmad Kasravi, scrittore e storico iraniano († 1946)
- 29 settembre - Nikolaj Efimovič Varfolomeev, generale sovietico († 1939)
- 30 settembre - Hans Alterthum, chimico tedesco († 1955)
- 30 settembre - Chieko Higashiyama, attrice giapponese († 1980)
- 30 settembre - Lewis Seiler, regista e sceneggiatore statunitense († 1964)

## Ottobre(85)
- 1º ottobre - Katherine Corri Harris, attrice statunitense († 1927)
- 1º ottobre - Stanley Holloway, attore britannico († 1982)
- 1º ottobre - Alice Joyce, attrice statunitense († 1955)
- 1º ottobre - Adolf Wagner, politico tedesco († 1944)
- 2 ottobre - Rachel Bluwstein, poetessa russa († 1931)
- 2 ottobre - Ivan Leopol'dovič Lorenc, rivoluzionario e diplomatico sovietico († 1941)
- 2 ottobre - Groucho Marx, attore, comico e scrittore statunitense († 1977)
- 2 ottobre - Michele Robotti, ciclista su strada italiano († 1952)
- 2 ottobre - Gino Simi, musicista e compositore italiano († 1953)
- 2 ottobre - Giuseppe Tonani, sollevatore e tiratore di fune italiano († 1971)
- 3 ottobre - Guido De Giorgio, esoterista e scrittore italiano († 1957)
- 3 ottobre - Henry Hull, attore statunitense († 1977)
- 3 ottobre - Emilio Portes Gil, politico messicano († 1978)
- 3 ottobre - Hermann Thimig, attore austriaco († 1982)
- 4 ottobre - Benjamin Harrison Freedman, politico statunitense († 1984)
- 4 ottobre - Umberto Grosso, militare e marinaio italiano († 1941)
- 5 ottobre - Kasimir Edschmid, scrittore tedesco († 1966)
- 5 ottobre - Heinrich Vogt, astronomo tedesco († 1968)
- 5 ottobre - William Williams, militare britannico († 1965)
- 6 ottobre - Gaetano Sardiello, politico e avvocato italiano († 1985)
- 7 ottobre - Isabella Antonia von Croÿ, principessa tedesca († 1982)
- 7 ottobre - Alessandro Pomi, pittore e decoratore italiano († 1976)
- 7 ottobre - Gertrude Robinson, attrice statunitense († 1962)
- 8 ottobre - Henrich Focke, ingegnere aeronautico e imprenditore tedesco († 1979)
- 8 ottobre - Karl Harrer, giornalista e politico tedesco († 1926)
- 8 ottobre - Eddie Rickenbacker, aviatore statunitense († 1973)
- 8 ottobre - Landsborough Thomson, ornitologo scozzese († 1977)
- 8 ottobre - Philippe Thys, ciclista su strada, ciclocrossista e pistard belga († 1971)
- 8 ottobre - Michele Viterbo, giornalista, scrittore e politico italiano († 1973)
- 9 ottobre - Gyula Dobó, calciatore ungherese († 1955)
- 10 ottobre - Gino Franceschini, storico italiano († 1974)
- 10 ottobre - Ottavio Profeta, poeta e romanziere italiano († 1963)
- 10 ottobre - Georg Scholz, pittore tedesco († 1945)
- 10 ottobre - Alessandro Spagna, politico italiano († 1972)
- 11 ottobre - August H. Andresen, politico statunitense († 1958)
- 11 ottobre - Attilio Imolesi, militare e aviatore italiano († 1918)
- 11 ottobre - Abram Il'ič Jampol'skij, violinista sovietico († 1956)
- 11 ottobre - Maurizio Pagliano, militare e aviatore italiano († 1917)
- 11 ottobre - Nicasio Sierra Ucar, presbitero spagnolo († 1936)
- 12 ottobre - Andrej Akimov, calciatore russo († 1916)
- 12 ottobre - Sebastiano Scirè Risichella, militare italiano († 1981)
- 13 ottobre - Giulio De Benedetti, giornalista italiano († 1978)
- 13 ottobre - Conrad Richter, scrittore, sceneggiatore e giornalista statunitense († 1968)
- 14 ottobre - Frank Conroy, attore britannico († 1964)
- 14 ottobre - Louis Delluc, regista cinematografico, sceneggiatore e critico cinematografico francese († 1924)
- 14 ottobre - Dwight D. Eisenhower, generale e politico statunitense († 1969)
- 14 ottobre - Constantin C. Nottara, violinista, compositore e critico musicale rumeno († 1951)
- 15 ottobre - Giovanni Amadio, militare italiano († 1917)
- 15 ottobre - Sigurd Brekke, calciatore norvegese († 1958)
- 15 ottobre - Carlo Fregosi, ginnasta italiano († 1968)
- 15 ottobre - Lev Moiseevič Kvitko, poeta sovietico († 1952)
- 15 ottobre - Jakob Nielsen, matematico danese († 1959)
- 16 ottobre - Oreste Cimoroni, prefetto e politico italiano († 1945)
- 16 ottobre - Michael Collins, patriota, politico e militare irlandese († 1922)
- 16 ottobre - Maria Goretti, santa italiana († 1902)
- 16 ottobre - Paul Strand, fotografo, regista e sceneggiatore statunitense († 1976)
- 17 ottobre - Carl Buchheister, pittore tedesco († 1964)
- 17 ottobre - Elisabeth Chaplin, pittrice francese († 1982)
- 17 ottobre - Vladimir Ivanovič Voronin, navigatore e esploratore sovietico († 1952)
- 18 ottobre - Aage Frandsen, ginnasta danese († 1968)
- 20 ottobre - Sherman Minton, politico e giudice statunitense († 1965)
- 20 ottobre - Fernando Risi, direttore della fotografia italiano
- 21 ottobre - Francesco Arata, pittore e architetto italiano († 1956)
- 21 ottobre - Giovanni D'Antoni, generale italiano († 1958)
- 21 ottobre - Gerrit Engelke, scrittore tedesco († 1918)
- 21 ottobre - Miguel Ligero Rodríguez, attore spagnolo († 1968)
- 22 ottobre - Ruggero Nuti, archivista e storico italiano († 1956)
- 22 ottobre - Arthur Rudd, calciatore statunitense († 1968)
- 23 ottobre - Abd al-Hamid Karame, politico libanese († 1950)
- 23 ottobre - Euclide Fantoni, militare italiano († 1976)
- 23 ottobre - Luigi Lanzuolo, militare italiano († 1943)
- 24 ottobre - Alois Puff, militare e politico austriaco († 1973)
- 24 ottobre - Thomas Tien Ken-sin, cardinale e arcivescovo cattolico cinese († 1967)
- 25 ottobre - Floyd Bennett, aviatore statunitense († 1928)
- 25 ottobre - Max Braun, ingegnere, inventore e imprenditore tedesco († 1951)
- 25 ottobre - Ernst Lothar, scrittore e regista teatrale austriaco († 1974)
- 25 ottobre - Carlo Payer, calciatore italiano († 1978)
- 26 ottobre - Amalia Bordiga, scrittrice, giornalista e storiografa italiana
- 27 ottobre - Mario Carlesi, scultore italiano († 1968)
- 27 ottobre - Zhang Zhizhong, generale e politico cinese († 1969)
- 28 ottobre - Josef Lense, fisico austriaco († 1985)
- 29 ottobre - Hans-Valentin Hube, generale tedesco († 1944)
- 29 ottobre - Alfredo Ottaviani, cardinale e arcivescovo cattolico italiano († 1979)
- 30 ottobre - Ignacio de Alba y Hernández, vescovo cattolico messicano († 1978)
- 31 ottobre - Lorenzo Vivalda, generale italiano († 1945)

## Novembre(87)
- 1º novembre - Giuseppe Amico, generale italiano († 1943)
- 1º novembre - James Barton, attore statunitense († 1962)
- 1º novembre - Ercole Chiri, politico e partigiano italiano († 1980)
- 1º novembre - Vito Ciampoli, politico, ingegnere e urbanista italiano († 1962)
- 2 novembre - Olga Desmond, attrice e danzatrice tedesca († 1964)
- 2 novembre - Silvio Ferri, archeologo italiano († 1978)
- 2 novembre - Kunio Kishida, scrittore giapponese († 1954)
- 2 novembre - Moa Martinson, scrittrice svedese († 1964)
- 2 novembre - Yoshitsugu Saitō, generale giapponese († 1944)
- 3 novembre - Eustáquio van Lieshout, presbitero olandese († 1943)
- 3 novembre - William Myron MacDonald, aviatore canadese († 1958)
- 3 novembre - Eugenio Giuseppe Togliatti, matematico italiano († 1977)
- 3 novembre - Kikue Yamakawa, scrittrice e attivista giapponese († 1980)
- 4 novembre - Klabund, scrittore e poeta tedesco († 1928)
- 5 novembre - Dorcas Matthews, attrice statunitense († 1969)
- 6 novembre - Alfonso Castaldo, cardinale e arcivescovo cattolico italiano († 1966)
- 6 novembre - Alphonse Fonson, ciclista su strada belga († 1972)
- 7 novembre - Celestino Arena, economista italiano († 1967)
- 7 novembre - Elsie Jane Wilson, attrice, regista e sceneggiatrice neozelandese († 1965)
- 8 novembre - Giannetto Bongiovanni, giornalista, scrittore e traduttore italiano († 1964)
- 8 novembre - Giuseppe Maggio, politico italiano († 1978)
- 9 novembre - Luigi Annoni, ciclista su strada italiano († 1974)
- 9 novembre - Grigorij Ivanovič Kulik, generale e politico sovietico († 1950)
- 9 novembre - Ragnar Skancke, politico norvegese († 1948)
- 10 novembre - Michail Romanovič Bakalejnikov, direttore d'orchestra e compositore russo († 1960)
- 10 novembre - Carl F. W. Borgward, imprenditore tedesco († 1963)
- 10 novembre - Gastone Gambara, generale italiano († 1962)
- 10 novembre - Ann Murdock, attrice statunitense († 1939)
- 11 novembre - Joseph Besset, imprenditore francese († 1959)
- 11 novembre - Theo Koenen, calciatore tedesco († 1964)
- 11 novembre - Otto Parschau, aviatore tedesco († 1916)
- 11 novembre - Giovanni Rizzo, arcivescovo cattolico italiano († 1980)
- 11 novembre - Jerome Storm, attore, regista e sceneggiatore statunitense († 1958)
- 12 novembre - Lily Kronberger, pattinatrice artistica su ghiaccio ungherese († 1977)
- 15 novembre - Józef Broel-Plater, militare e bobbista polacco († 1941)
- 15 novembre - Giovanni Imperiali, generale italiano († 1983)
- 15 novembre - Jens Jensen, calciatore danese († 1957)
- 15 novembre - Heinz von Randow, generale tedesco († 1942)
- 15 novembre - Werner Zahn, bobbista tedesco († 1971)
- 16 novembre - Gyula Feldmann, allenatore di calcio e calciatore ungherese († 1955)
- 16 novembre - Elpidio Quirino, politico filippino († 1956)
- 16 novembre - Guido da Zara, militare italiano († 1943)
- 17 novembre - Cesare Forni, politico italiano († 1943)
- 17 novembre - Anna Lehr, attrice statunitense († 1974)
- 18 novembre - Robert Durrer, ingegnere svizzero († 1978)
- 18 novembre - Petro Werhun, presbitero ucraino († 1957)
- 18 novembre - Irvin Willat, regista, sceneggiatore e direttore della fotografia statunitense († 1976)
- 19 novembre - Christian Grøthan, calciatore danese († 1951)
- 20 novembre - Robert Armstrong, attore statunitense († 1973)
- 20 novembre - Gino Colorio, ingegnere italiano († 1965)
- 20 novembre - Alfredo Comazzi, arbitro di calcio e dirigente sportivo italiano
- 20 novembre - Inger Klingt, schermitrice danese († 1967)
- 20 novembre - Toivo Särkkä, produttore cinematografico e regista finlandese († 1975)
- 20 novembre - Lauri Tanner, ginnasta e calciatore finlandese († 1950)
- 21 novembre - Ettore Leonida Martin, astronomo italiano († 1966)
- 21 novembre - Dante Parini, scultore e pittore italiano († 1969)
- 21 novembre - Nello Quilici, giornalista e scrittore italiano († 1940)
- 21 novembre - Miloš Weingart, slavista e pedagogo ceco († 1939)
- 22 novembre - Jacob Levin, calciatore svedese († 1945)
- 22 novembre - Charles de Gaulle, generale e politico francese († 1970)
- 23 novembre - Wray Bartlett Physioc, regista e sceneggiatore statunitense († 1933)
- 23 novembre - Girolamo Comi, poeta italiano († 1968)
- 23 novembre - El Lissitzky, pittore, fotografo e tipografo russo († 1941)
- 23 novembre - Antonio Meneghetti, militare e compositore italiano († 1973)
- 24 novembre - Helen Gaige, zoologa statunitense († 1976)
- 24 novembre - George E. Stratemeyer, generale statunitense († 1969)
- 25 novembre - Edith Borella, attrice statunitense († 1974)
- 25 novembre - Pierre Collet, calciatore svizzero († 1975)
- 25 novembre - Evaristo Madeddu, religioso italiano († 1966)
- 25 novembre - Isaac Rosenberg, poeta, pittore e militare inglese († 1918)
- 26 novembre - Suniti Kumar Chatterji, linguista, educatore e letterato indiano († 1977)
- 26 novembre - Tukojirao Holkar III, principe indiano († 1978)
- 27 novembre - Ruth Holden, botanica e infermiera statunitense († 1917)
- 27 novembre - Vsevolode Nicouline, disegnatore, illustratore e pittore russo († 1968)
- 27 novembre - Józef Olszyna-Wilczyński, generale polacco († 1939)
- 27 novembre - Paul Röhrbein, militare tedesco († 1934)
- 27 novembre - Nicholas Morello, mafioso italiano († 1916)
- 28 novembre - Alphonse Matthijsen, missionario e vescovo cattolico olandese († 1963)
- 28 novembre - Alfred Nichols, mezzofondista britannico († 1952)
- 29 novembre - Maurice Genevoix, scrittore francese († 1980)
- 29 novembre - Claude-Joseph Gignoux, politico e economista francese († 1968)
- 29 novembre - Charles Heerey, arcivescovo cattolico e missionario irlandese († 1967)
- 29 novembre - Boris Viktorovič Tomaševskij, filologo, critico letterario e slavista russo († 1957)
- 29 novembre - Rodolfo Zilli, scultore e pittore italiano († 1976)
- 30 novembre - Guglielmo Moschino, calciatore italiano († 1951)
- 30 novembre - József Munk, nuotatore ungherese
- 30 novembre - Wetryk, illusionista italiano († 1936)

## Dicembre(116)
- 1º dicembre - Fred Hale, supercentenario statunitense († 2004)
- 1º dicembre - Etta McDaniel, attrice statunitense († 1946)
- 2 dicembre - Nicola Bonservizi, giornalista italiano († 1924)
- 2 dicembre - Willis D. Crittenberger, generale statunitense († 1980)
- 2 dicembre - Hans Janowitz, scrittore boemo († 1954)
- 2 dicembre - Fate Marable, pianista statunitense († 1947)
- 2 dicembre - Károly Molter, scrittore, drammaturgo e critico letterario ungherese († 1981)
- 3 dicembre - Andreas Rumpf, archeologo tedesco († 1966)
- 4 dicembre - Pio Bondioli, giornalista e storico italiano († 1958)
- 4 dicembre - Ernesto Chiminello, generale italiano († 1943)
- 4 dicembre - Jack Darragh, hockeista su ghiaccio canadese († 1924)
- 4 dicembre - Amedeo Guarnieri, calciatore e arbitro di calcio italiano († 1949)
- 4 dicembre - Emilio Lussu, scrittore, militare e politico italiano († 1975)
- 5 dicembre - David Bomberg, pittore britannico († 1957)
- 5 dicembre - Mehmet Fuad Köprülü, politico e storico turco († 1966)
- 5 dicembre - Fritz Lang, regista, sceneggiatore e scrittore austriaco († 1976)
- 5 dicembre - Ida Russka, cantante e attrice ungherese († 1983)
- 6 dicembre - André Birabeau, commediografo e scrittore francese († 1974)
- 6 dicembre - Dion Fortune, psicologa, scrittrice e esoterista britannica († 1946)
- 6 dicembre - Yoshio Nishina, fisico giapponese († 1951)
- 6 dicembre - Gaston Van Laere, pallanuotista francese
- 6 dicembre - Carl Jules Weyl, scenografo statunitense († 1948)
- 6 dicembre - Heinrich Zimmer, storico delle religioni e orientalista tedesco († 1943)
- 7 dicembre - Raymond Frémont, calciatore francese († 1960)
- 7 dicembre - Ingolf Pedersen, calciatore norvegese († 1964)
- 8 dicembre - Igino Borin, politico italiano († 1954)
- 8 dicembre - Bohuslav Martinů, compositore ceco († 1959)
- 8 dicembre - Nello Niccoli, militare e partigiano italiano († 1977)
- 8 dicembre - Ester Pirami, psichiatra e scrittrice italiana († 1967)
- 10 dicembre - László Bárdossy, politico ungherese († 1946)
- 10 dicembre - Karl-Heinrich Bodenschatz, ufficiale tedesco († 1979)
- 10 dicembre - Rhea Mitchell, attrice e sceneggiatrice statunitense († 1957)
- 10 dicembre - Tat'jana Pavlovna Pavlova, attrice e regista teatrale russa († 1975)
- 11 dicembre - Carlos Gardel, cantante, attore e compositore francese († 1935)
- 11 dicembre - Mark Tobey, pittore statunitense († 1976)
- 12 dicembre - Kazimierz Ajdukiewicz, filosofo e logico polacco († 1963)
- 12 dicembre - Tessa Kosta, attrice statunitense († 1981)
- 12 dicembre - Andrij Mel'nyk, politico e militare ucraino († 1964)
- 12 dicembre - Arthur O'Hara Wood, tennista australiano († 1918)
- 12 dicembre - Jean Rigal, allenatore di calcio e calciatore francese († 1979)
- 12 dicembre - Guadalupe Sánchez, generale messicano († 1985)
- 12 dicembre - Cortland Van Deusen, attore e regista statunitense
- 13 dicembre - Albert Beuchat, calciatore svizzero († 1970)
- 13 dicembre - Marc Connelly, drammaturgo e attore statunitense († 1980)
- 13 dicembre - David McLean, calciatore scozzese († 1967)
- 13 dicembre - Federico Pezzullo, vescovo cattolico italiano († 1979)
- 14 dicembre - Y. Frank Freeman, dirigente d'azienda statunitense († 1969)
- 14 dicembre - Sigurd Hoel, scrittore norvegese († 1960)
- 14 dicembre - Francesco Verlengia, bibliotecario italiano († 1967)
- 15 dicembre - Harry Babcock, astista statunitense († 1965)
- 15 dicembre - Federico Callori di Vignale, cardinale italiano († 1971)
- 15 dicembre - Félix María Pareja, islamista, arabista e bibliotecario spagnolo († 1983)
- 15 dicembre - Emilio Rolla, militare italiano († 1918)
- 16 dicembre - Carlo Bisi, illustratore, pittore e disegnatore italiano († 1982)
- 16 dicembre - William Vosburgh, pallanuotista statunitense († 1953)
- 17 dicembre - Alfred Peterly, calciatore svizzero († 1957)
- 17 dicembre - Gioacchino di Prussia, nobile tedesco († 1920)
- 18 dicembre - Edwin Howard Armstrong, ingegnere elettrico e inventore statunitense († 1954)
- 18 dicembre - Enzo Ferné, politico italiano († 1976)
- 18 dicembre - Giuseppe Paggi, militare italiano († 1918)
- 18 dicembre - Edward Poppe, presbitero belga († 1924)
- 18 dicembre - Carlo Zinato, vescovo cattolico italiano († 1974)
- 19 dicembre - Walter von Allwoerden, attore tedesco († 1962)
- 19 dicembre - Giuseppe Caimi, militare e calciatore italiano († 1917)
- 19 dicembre - Knud Vermehren, ginnasta danese († 1985)
- 20 dicembre - Alessandro Bagnato, scrittore, poeta e storico italiano († 1974)
- 20 dicembre - Bella Fromm, giornalista e scrittrice tedesca († 1972)
- 20 dicembre - Josef Gielen, attore, direttore teatrale e regista tedesco († 1968)
- 20 dicembre - Jaroslav Heyrovský, chimico cecoslovacco († 1967)
- 20 dicembre - Riccardo Maraffa, generale e poliziotto italiano († 1943)
- 20 dicembre - Noel Turnbull, tennista britannico († 1970)
- 21 dicembre - Frances Goodrich, sceneggiatrice statunitense († 1984)
- 21 dicembre - Hermann Joseph Muller, biologo e genetista statunitense († 1967)
- 22 dicembre - Daniil Egorovič Sulimov, politico sovietico († 1937)
- 23 dicembre - Willy Baumgärtner, calciatore tedesco († 1953)
- 24 dicembre - Arthur Allman, calciatore inglese († 1956)
- 24 dicembre - Amerigo Bartoli Natinguerra, pittore e scrittore italiano († 1971)
- 24 dicembre - Walerian Czuma, generale polacco († 1962)
- 24 dicembre - Zenobio Lorenzo Guilland, arcivescovo cattolico argentino († 1962)
- 24 dicembre - Alfred Neveu, bobbista svizzero († 1975)
- 25 dicembre - Ettore Arculeo, poeta e letterato italiano († 1916)
- 25 dicembre - Paul Klee, pittore tedesco († 1940)
- 25 dicembre - Noel Odell, geologo e alpinista britannico († 1987)
- 25 dicembre - Robert Ripley, disegnatore, imprenditore e antropologo statunitense († 1949)
- 25 dicembre - Natale Sardelli, architetto italiano († 1961)
- 26 dicembre - Norman Finch, militare britannico († 1966)
- 26 dicembre - Konstantinos Georgakopoulos, politico e avvocato greco († 1973)
- 26 dicembre - Percy Hodge, siepista e mezzofondista britannico († 1967)
- 26 dicembre - Rainer von Fieandt, politico finlandese († 1972)
- 27 dicembre - James Clement Dunn, diplomatico statunitense († 1979)
- 27 dicembre - Ethel Fleming, attrice statunitense († 1965)
- 27 dicembre - Alessandro Gorini, politico e militare italiano († 1980)
- 27 dicembre - Bernhard Lösener, funzionario tedesco († 1952)
- 27 dicembre - Käte Oswald, attrice tedesca († 1985)
- 27 dicembre - Jean Rossius, ciclista su strada belga († 1966)
- 28 dicembre - Frank Butler, sceneggiatore, attore e regista statunitense († 1967)
- 28 dicembre - Attilio Deffenu, giornalista italiano († 1918)
- 28 dicembre - Gösta Ekman, attore svedese († 1938)
- 28 dicembre - Roberto Longhi, storico dell'arte e critico d'arte italiano († 1970)
- 28 dicembre - Viktor Lutze, generale tedesco († 1943)
- 28 dicembre - Maurice Mathieu, calciatore francese († 1981)
- 28 dicembre - Pëtr Sokolov, calciatore russo († 1971)
- 29 dicembre - Salvatore Aldisio, politico italiano († 1964)
- 29 dicembre - Josef Brandstetter, calciatore austriaco († 1945)
- 29 dicembre - Käthe Dorsch, attrice tedesca († 1957)
- 29 dicembre - Giovanni Frau, supercentenario italiano († 2003)
- 29 dicembre - Pier Angelo Mazzolotti, regista e sceneggiatore italiano († 1972)
- 29 dicembre - Yves Nat, pianista e compositore francese († 1956)
- 29 dicembre - Gabriele Parolari, generale e politico italiano († 1949)
- 29 dicembre - Enzo Petraccone, scrittore e giornalista italiano († 1918)
- 30 dicembre - Lanoe Hawker, militare e aviatore britannico († 1916)
- 30 dicembre - Francis Patrick Keough, arcivescovo cattolico statunitense († 1961)
- 30 dicembre - Adolfo Ruiz Cortines, politico e militare messicano († 1973)
- 30 dicembre - Victor Serge, scrittore e rivoluzionario russo († 1947)
- 31 dicembre - Gustavo Cacini, attore teatrale e comico italiano († 1969)
- 31 dicembre - Fausto Valsecchi, poeta e traduttore italiano († 1914)

## Senza giorno specificato(74)
- Sarah Aaronsohn, agente segreto ottomana († 1917)
- Ernest Acher, pittore ceco
- Grigoris Asikis, cantante, compositore e musicista greco († 1966)
- Giovanni Bellini, scrittore e poeta italiano († 1915)
- Gemma Bosini, soprano italiano († 1982)
- Benjamin Abrahão Botto, fotografo libanese († 1938)
- Arthur Bryks, pittore e scultore russo († 1970)
- Ferrucio Calusio, direttore d'orchestra argentino († 1983)
- Salvatore Caporaso, poeta e militare italiano († 1929)
- Pietro Capuzi, partigiano italiano († 1944)
- Giacomo Caramel, pittore, poeta e saggista italiano († 1988)
- Nicolás Rodríguez Carrasco, generale e politico messicano († 1940)
- Ottorino Celli, ciclista su strada italiano
- Aldo Conti, pittore italiano († 1988)
- Luigi Corrado, militare italiano († 1982)
- Lorenzo D'Avanzo, militare italiano († 1940)
- Enrico Demma, cantante e attore teatrale italiano († 1975)
- Dilfirib Kadın, ottomana († 1952)
- Nora Dumas, fotografa ungherese († 1979)
- Remo Fabbri, pittore italiano († 1977)
- Ubaldo Fiorenzi, inventore italiano († 1949)
- Naum Gabo, scultore, pittore e scenografo russo († 1977)
- Linda Gazzera, sensitiva italiana († 1942)
- Sof'ja Goslavskaja, attrice russa († 1979)
- Alexis Granowsky, regista russo († 1937)
- Namik Ismail, pittore turco († 1935)
- Jim Jackson, cantante e chitarrista statunitense († 1937)
- Rita Jolivet, attrice britannica († 1971)
- Giōrgos Kalafatīs, calciatore greco († 1964)
- Aleksej Karakosov, calciatore russo († 1917)
- Triantafyllos Kordogiannīs, schermidore greco
- Grigorij Samuilovič Landsberg, fisico sovietico († 1957)
- Johann Lasi, aviatore austro-ungarico
- Per Lindberg, regista svedese († 1944)
- Elsie MacLeod, attrice statunitense
- Augusto Magli, scultore e pittore italiano († 1962)
- Mario Maserati, pittore italiano († 1981)
- Jay McLean, medico statunitense († 1957)
- Efisio Melis, musicista italiano († 1970)
- Renzo Mori, tenore italiano († 1962)
- Jean Mugeli, produttore cinematografico e regista francese († 1954)
- Emilio Musso, scultore italiano († 1973)
- Alessandro Nanni, sindacalista, politico e pittore italiano († 1964)
- Karel Nový, scrittore ceco († 1980)
- Raffaele Mario Offidani, paroliere italiano († 1968)
- Pierre Ollivier, lottatore belga
- Assou ou-Baslam, condottiero e politico berbero († 1960)
- Kostas Ouranis, poeta, scrittore e giornalista greco († 1953)
- Peppi Paci, poeta italiano († 1967)
- Vezio Paoletti, militare e ufficiale italiano († 1943)
- Romolo Pergola, pittore italiano († 1960)
- Fotos Politis, regista teatrale e drammaturgo greco († 1934)
- Umberto Pomilio, chimico e imprenditore italiano († 1964)
- Ida Quaiatti, soprano italiano († 1962)
- Anacleto Rossi, cantante italiano († 1968)
- Raimondo Sala, politico italiano († 1956)
- Amilcare Savojardo, dirigente sportivo, allenatore di calcio e calciatore italiano († 1971)
- Johann Schwarz, calciatore austriaco
- Ettore Serra, poeta e ufficiale italiano († 1980)
- Bakr Sidqi, generale iracheno († 1937)
- Ernesto Suardo, ingegnere e politico italiano († 1961)
- Cesare Taroni, calciatore italiano
- Guglielmo Troncone, fotografo, giornalista e attore cinematografico italiano († 1970)
- Harold Sines Vance, imprenditore statunitense († 1959)
- Gilbert Vernam, ingegnere statunitense († 1960)
- Ivan Voroncov, calciatore russo († 1917)
- Wen Yimin, regista cinematografico e attore cinese († 1978)
- Hal Young, direttore della fotografia britannico
- Luigi Zacco, militare italiano († 1940)
- Armando Zanetti, giornalista e antifascista italiano († 1977)
- Taixu, monaco buddista, attivista e filosofo cinese († 1947)
- Lidija Vissarionovna Zvereva, aviatrice russa († 1916)
- Jamil al-Midfa'i, politico iracheno († 1958)
- Sultan al-Din bin Bajad, generale saudita († 1931)